# Kal So-won
Kal So-won (Guro-gu, Seúl; 14 de agosto de 2006) es una actriz surcoreana.

## Carrera
Conocida por protagonizar la película Milagro en la celda 7, una de la películas coreanas más taquilleras de todos los tiempos, y más recientemente por interpretar al personaje Jin Seon-mi, en su versión infantil, en la serie de tvn A Korean Odyssey.

## Filmografía

### Cine
| Año  | Título                          | Papel                       | Ref.  |
| ---- | ------------------------------- | --------------------------- | ----- |
| 2012 | El Sabor de Dinero              | Ri-ni                       |       |
| 2013 | Milagro en la celda 7           | Young Ye-seung              | [ 4 ] |
| 2013 | Una Noche de tormenta (animado) | Narradora (doblaje coreano) |       |

### Series
| Año  | Título                           | Papel                  | Red          |
| ---- | -------------------------------- | ---------------------- | ------------ |
| 2012 | Take Care of Us, Captain         | Han Da-yeon (Ppo Song) | SBS          |
| 2012 | Roller Coaster - Season 2: Why?  | tvN                    |              |
| 2013 | The Secret of Birth              | Hong Hae-deum          | SBS          |
| 2013 | Medical Top Team                 | Eun Ba-wi              | MBC          |
| 2014 | Drama Festival "Lump in My Life" | Geum-ji (niña)         | MBC          |
| 2015 | My Daughter, Geum Sa-wol         | Geum Sa-wol (niña)     | MBC          |
| 2015 | Glamorous Temptation             | Hong Mi-rae            | MBC          |
| 2016 | Doctors                          | Hye-jeong (niña)       | SBS          |
| 2016 | Legend of the Blue Sea           | Se-hwa                 | SBS          |
| 2017 | A Korean Odyssey                 | Jin Seon-mi (niña)     | tvN          |
| 2022 | Tomorrow                         | Goo-ryeon (de joven)   | MBC, Netflix |
| 2022 | Cleaning Up                      | Jin Yun-ah             | JTBC         |

### Programas de televisión
| Año  | Título              | Cadena | Notas                                           |
| ---- | ------------------- | ------ | ----------------------------------------------- |
| 2020 | King of Mask Singer | SBS    | (ep. #281-282) - concursó como "Innocent Manga" |

## Premios y nominaciones
| Año  | Premio                                    | Categoría                  | Nominación                                | Resultado | Ref.         |
| ---- | ----------------------------------------- | -------------------------- | ----------------------------------------- | --------- | ------------ |
| 2011 | 1st Korea Yakult Superstar V-KIDS Contest | [NA]: {{{1}}}              | [NA]: {{{1}}}                             | Ganadora  |              |
| 2013 | 49 Baeksang Arts Awards                   | Mejor Actriz Revelación    | Milagro en la celda 7                     | Nominada  |              |
| 2013 | 6 de Korea Drama Awards                   | Mejor Actriz Joven         | El Secreto de su Nacimiento               | Ganadora  |              |
| 2013 | 22 de Buil Premios del Cine               | Mejor Actriz Revelación    | Milagro en la celda 7                     | Nominada  |              |
| 2013 | 50 Grand Bell Awards                      | Mejor Actriz               | Milagro en la celda 7                     | Nominada  | [ 9 ] [ 10 ] |
| 2013 | 50 Grand Bell Awards                      | Mejor Actriz Revelación    | Milagro en la celda 7                     | Nominada  | [ 9 ] [ 10 ] |
| 2013 | 50 Grand Bell Awards                      | Premio Especial Del Jurado | Milagro en la celda 7                     | Ganadora  | [ 9 ] [ 10 ] |
| 2015 | 4 de APAN Star Awards                     | Mejor Actriz Joven         | Mi Hija, Geum Sa-wol                      | Ganadora  |              |
| 2015 | 34 MBC Drama Awards                       | Mejor Actriz Joven         | Mi Hija, Geum Sa-wol, Glamorosa Tentación | Ganadora  |              |